# Mompha ochraceella
Mompha ochraceella é uma espécie de mariposa do gênero Mompha pertencente à família Coleophoridae.